# Storbritanniens herrlandslag i volleyboll
Storbritanniens herrlandslag i volleyboll (engelska: Great Britain men's national volleyball team) representerar Storbritannien i volleyboll på herrsidan. Laget återskapades 2006 då Fédération Internationale de Volleyball beslutat att uppföra med Home Nations-konceptet med enskilda landslaglag från Skottland, Nordirland och England inför 2012 års olympiska turnering.

### Fotnoter
1. ↑  ”GB Volleyball”. britishvolleyball.org. Arkiverad från originalet den 20 mars 2009. https://web.archive.org/web/20090320153904/http://britishvolleyball.org/.